# Hitrino, Șumen
Hitrino (în bulgară Хитрино) este un sat în comuna Hitrino, regiunea Șumen,  Bulgaria. 

## Demografie
Componența etnică a satului Hitrino
     Turci (56,25%)
     Bulgari (37,5%)
     Nicio identificare (6,25%)
     Altele (0%)
La recensământul din 2011, populația satului Hitrino era de 720 locuitori. Din punct de vedere etnic, majoritatea locuitorilor (56,25%) erau turci, cu o minoritate de bulgari (37,5%). Pentru 6,25% din locuitori nu este cunoscută apartenența etnică.